# Clara Jeanette Armstrong
Clara Jeanette Armstrong (22 de enero de 1847-13 de septiembre de 1917) fue una de las docentes estadounidenses contratadas por el Estado argentino a fines del siglo XIX para trabajar en la Argentina. Su labor abrió la huella pionera de la Escuela normal en Argentina.

## Biografía
Miss Clara Jeanette Armstrong, nació un 22 de enero de 1847 en una aldea de West Alden en Nueva York. Fue alumna de la Escuela Normal de Oswego. Fue convocada 1877, con 30 años para ir a la Argentina a fundar escuelas normales para señoritas. A pesar de que hablaba fluidamente francés, alemán y latín, tuvo que aprender castellano en la Normal de la ciudad de Paraná junto con sus compañeras estadounidenses. A los ocho meses partió a la provincia asignada. Tras dos semanas de viaje, llegó a la provincia de Catamarca en marzo de 1878.

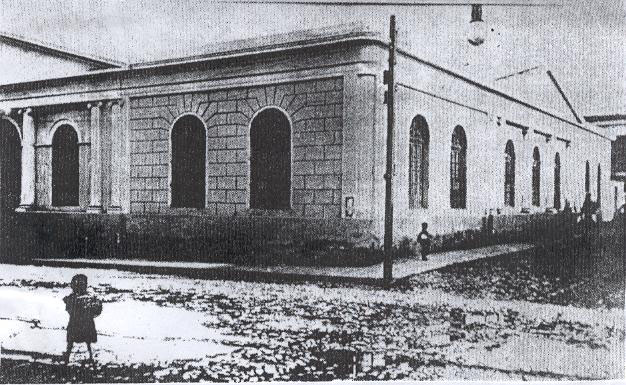
El edificio de la Escuela Normal de Catamarca, visto desde Calle San Martín en 1880

Iba acompañada de su íntima amiga y colaboradora Mrs. Mary Gay de McMillan que cumpliría el rol de vicedirectora y/o regente de la institución. En los primeros meses , organizaron la escuela, realizaron la incorporación de las alumnas y las ubicaron en grados y cursos y prepararon el material de trabajo. La fundación oficial de la Escuela Normal de Señoritas de Catamarca fue el 4 de agosto de 1878, pero el 9 de junio de ese mismo año, el Departamento de Aplicación (la escuela primaria anexa para la práctica de las maestras) ya había dado inicio a las distintas actividades del quehacer educativo.
En marzo de 1882, el diario local La Unión publicó el regreso de Clara J. Armstrong que se había trasladado a la capital de la República para realizar gestiones a fin de mejorar la marcha del establecimiento. Producto de esas gestiones fue el nuevo presupuesto que se le asignó a la escuela y el aumento de personal. Ese año figuran entre los profesores Theodora Gay, hermana de Mary Gay de McMillan, que tenía a su cargo la cátedra de historia natural e historia sagrada, Frances Armstrong, hermana de la directora como profesora de canto y gimnasia y secretaria del establecimiento, Juana Covarrubias como profesora de costura, Ana Jones al frente de las clases de escritura, lectura y dictado y Clara Dipers como bibliotecaria.

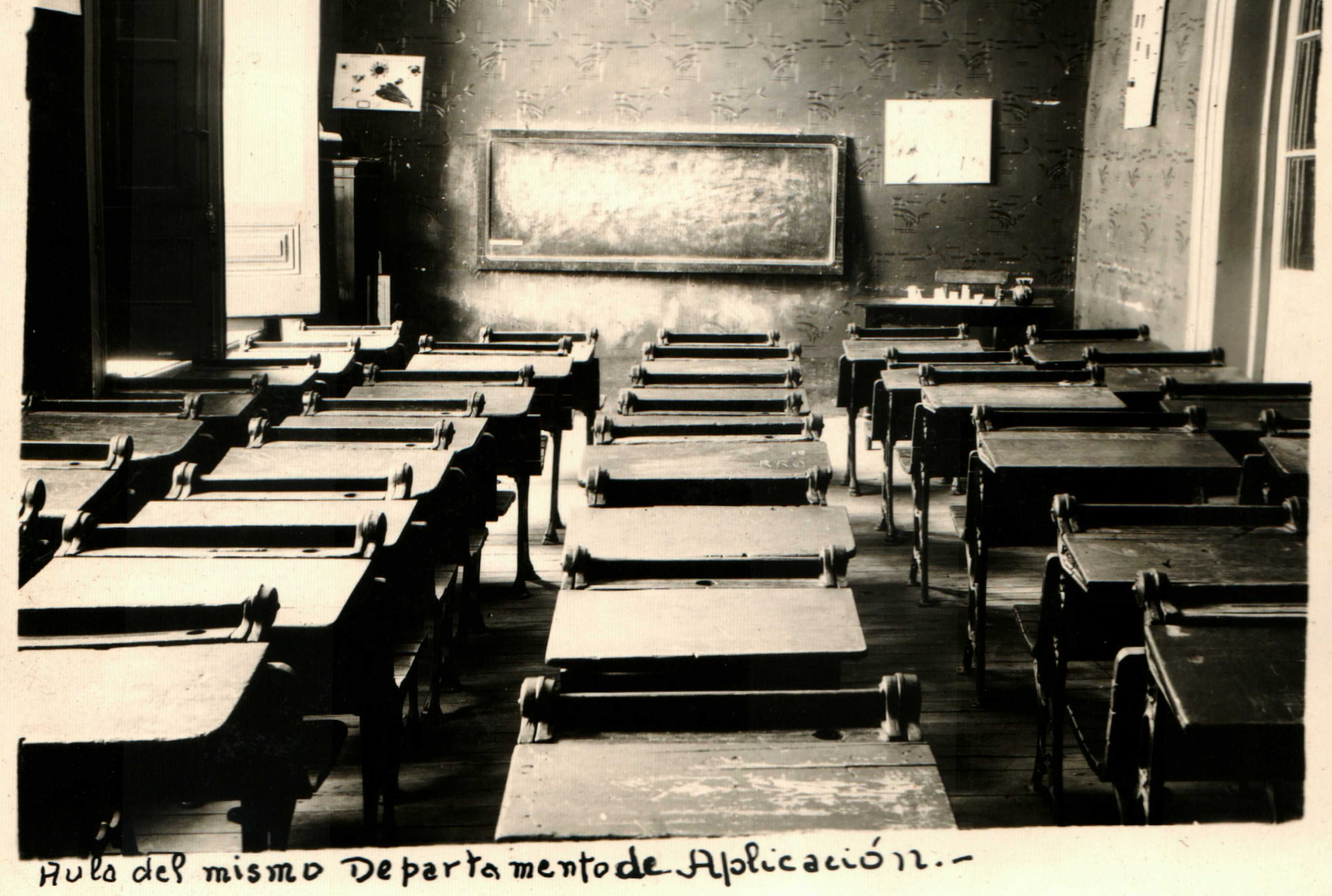
Aula Departamento de Aplicación de la Escuela Normal de Catamarca

En 1883, año en que Clara Armstrong, con licencia en su cargo de directora de la Escuela se trasladó a Estados Unidos a fin de seleccionar por solicitud de Sarmiento un nuevo contingente de profesoras, quedó al frente de la escuela Delia Robles.
En 1888, dejó Catamarca para trasladarse a San Nicolás de los Arroyos junto a su hermana Frances, con el objetivo de la instalación de una nueva escuela normal. En 1889, Armstrong fue nombrada directora de la escuela normal de San Juan, en reemplazo de Mary Olstine Graham. En 1893, volvió a reemplazar a esta en la Escuela Normal de La Plata.
Cuando dejó el empleo del gobierno, dirigió una escuela particular para niñas norteamericanas e inglesas. Más tarde, contando con el apoyo de su amplio círculo de amistades y su sólida formación, fundó su propia escuela particular. Cuatro años después, cuando el siglo finalizaba, se alejó de Buenos Aires rumbo a su patria. En 1901, en el estado de Nueva York dirigió una escuela normal para jóvenes cubanas.
Falleció en Los Ángeles, California, el 13 de septiembre de 1917, a los 70 años. Sus restos se encuentran en el Cementerio de Alden Evergreen junto al resto de su familia.

## Legado en Argentina
En el cincuentenario del aniversario de la Escuela Normal de Catamarca bajo la dirección de la profesora argentina Clorinda Orellana Herrera, los festejos giraron en torno a la imposición del nombre de la docente estadounidense fundadora de la escuela, Miss Clara Jeannette Armstrong.

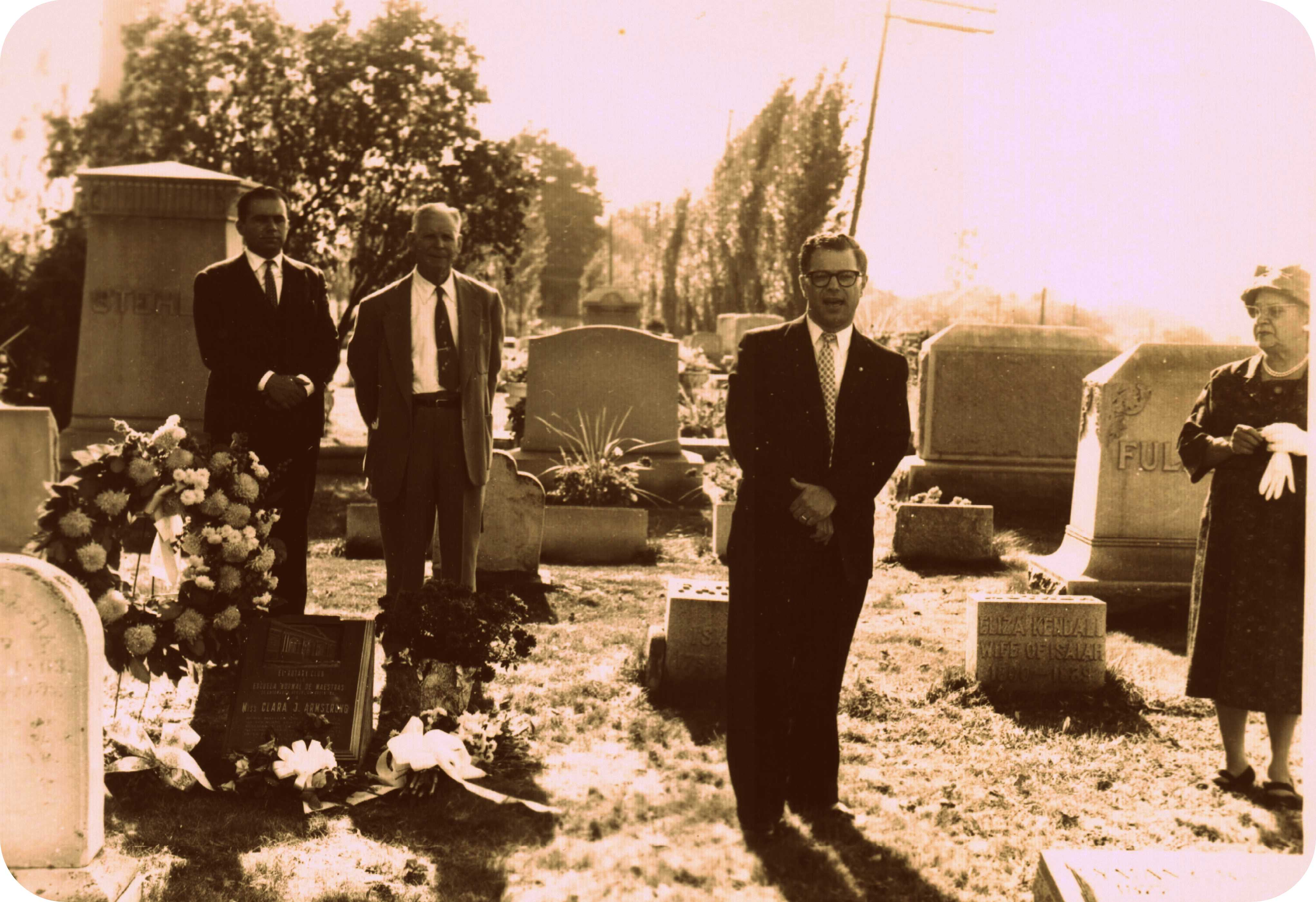
El Profesor Edgar Hector Niño, del Rotary Club Argentina, dejando una placa en su tumba.

En 1960, el Rotary Club Argentina de Catamarca y la Escuela Normal Clara J. Armstrong representada por el Profesor Edgar Héctor Niño, dedicó una placa de bronce en la tumba de Armstrong, la misma tiene una imagen de la escuela en relieve en la que se puede leer en el idioma inglés: "El Rotary Club y la Escuela Normal de Maestras de Catamarca República Argentina a Clara J. Armstrong, docente noble que, inspirada por su vocación dejó su país para llevar a cabo su destino en tierras lejanas. Su nombre perdurará en frente del edificio escolar que ella organizó y dirigió en el año 1878”.
A lo largo del tiempo, la escuela recibió distintas denominaciones debido a los cambios políticos, Escuela Normal de Señoritas, Escuela Normal en Lenguas Vivas, Colegio Polimodal N° 1 Clara Jeanette Armstrong. Actualmente es conocida como Escuela Secundaria N° 2 Clara Jeanette Armstrong.
El 18 de marzo de 2019 se dio a conocer a través de la página Proyecto ENCJA, la canción A Miss Armstrong interpretada por la cantante catamarqueña Itati Álvarez Ortega, con letra de Matías Martínez y música original de Martín Carrizo Lobo.
El 27 de junio de 2019 se publicó a través de la página Proyecto ENCJA, el cómic La Visita, protagonizado por Miss Armstrong, mostrando sus últimos días en la Escuela Normal de Catamarca. El mismo fue ilustrado por el artista gráfico Sebastián Gershani con historia de Marcos Contreras y Matías Martínez.
El 9 de junio de 2020, con motivo del 142 aniversario de la ENCJA, se presentó a través de la página histórica Proyecto ENCJA, la canción Mi Escuela Normal con melodía e interpretación del egresado Nahuel Salvatierra, quien colaboró también con la letra original de Matías Martínez.
El 6 de agosto de 2021, salió a la venta el libro Clara J. Armstrong: El Normalismo y su legado en Catamarca escrito por la Licenciada Martha Argerich, Magister Rita Gaetán, Profesora Gabriela Sagripanti Orellana y Profesor Matías Martínez por la Editorial El Trébol Ediciones de Catamarca.
El 27 de septiembre de 2021, en el marco de la presentación oficial del libro Clara J. Armstrong: El Normalismo y su legado en Catamarca, la Licenciada Martha Argerich, presentó el Himno a Miss Clara Jeanette Armstrong con letra de su autoría.
El 9 de junio de 2023, en el marcó de la celebración del 145 Aniversario se dio a conocer a través de la página Proyecto ENCJA, la canción Mi Escuela Normal interpretada por las hermanas Victoria y Anahi Martínez; alumna y egresada respectivamente de la Institución. La canción es una nueva versión de la letra original de Nahuel Salvatierra y Matías Martínez.